# 礼典
礼典（れいてん）は、Ordinanceあるいはサクラメントの訳語として、キリスト教のプロテスタントで用いられる。

## 日本語
従来の日本語の意味では、礼儀に関する法則あるいはこれを記録した書物、また礼法に即した儀式そのものも意味していた。

## キリスト教の礼典
英語の ordinances が指す「礼典」および「聖礼典」（せいれいてん）は特にキリスト教のプロテスタントでは、概ね神の恵みをあらわすしるしを指す語であり、これはイエス・キリストによって制定された洗礼（バプテスマ）と聖餐の二つであるとされる。教父アウグスティヌスも、礼典の数は二つであるとしていた。2世紀のディダケーやエイレナイオスの資料では礼典についての部分的な議論が見られるにすぎない。
二つの礼典のうちイエス・キリストによる洗礼の制定は、新約聖書マタイによる福音書28章19節に確認され、同じく聖餐の制定は、マタイによる福音書26章26節から29節と第一コリント11章23節に確認できる。
プロテスタントの中には、ギリシア語のミュステリオン（μυστηριον）、ラテン語のサクラメントゥム（sacramentum）に由来する英語サクラメント（Sacrament）の語を、使う立場と使わない立場がある。英語ではローマ・カトリックと同じくサクラメントの語を使う場合もあるが、日本のプロテスタントは礼典、聖礼典と呼び、カトリック教会の用語である「秘跡」は使われない。プロテスタントの教派により聖典礼を「恵みの手段」と考えるか、「信仰の表明」と考えるかで理解と実践に違いがあると説明されている。
カトリック教会では、12世紀の神学者ペトルス・ロンバルドゥスによって聖なる数にちなんだ七つをヴルガータ訳聖書を根拠として秘跡（聖典礼）としているが、宗教改革者はイエス・キリストの制定になる洗礼と聖餐の2つのみを聖礼典としている。
正教会ではμυστήριον（現代ギリシャ語読みで「ミスティリオン」、日本正教会訳では「機密」）を七つに限定する事を当初好まず、現在でも機密の限定をカトリック教会ほどには必ずしも強調しない。
神のみことばの説き明かし、礼典、戒規は宗教改革者らが強調したキリスト教会の三つのしるしである。1846年の福音同盟の会議は2つの礼典の地上における義務と永続性を確認したとする。
クエーカーや救世軍のように、聖礼典を行なわない教会もある。